# Chaoborus australis
Chaoborus australis är en tvåvingeart som beskrevs av Sahnnon och Ponte 1928. Chaoborus australis ingår i släktet Chaoborus och familjen tofsmyggor. Inga underarter finns listade i Catalogue of Life.